# St. Servatius und St. Matthias (Dahnen)

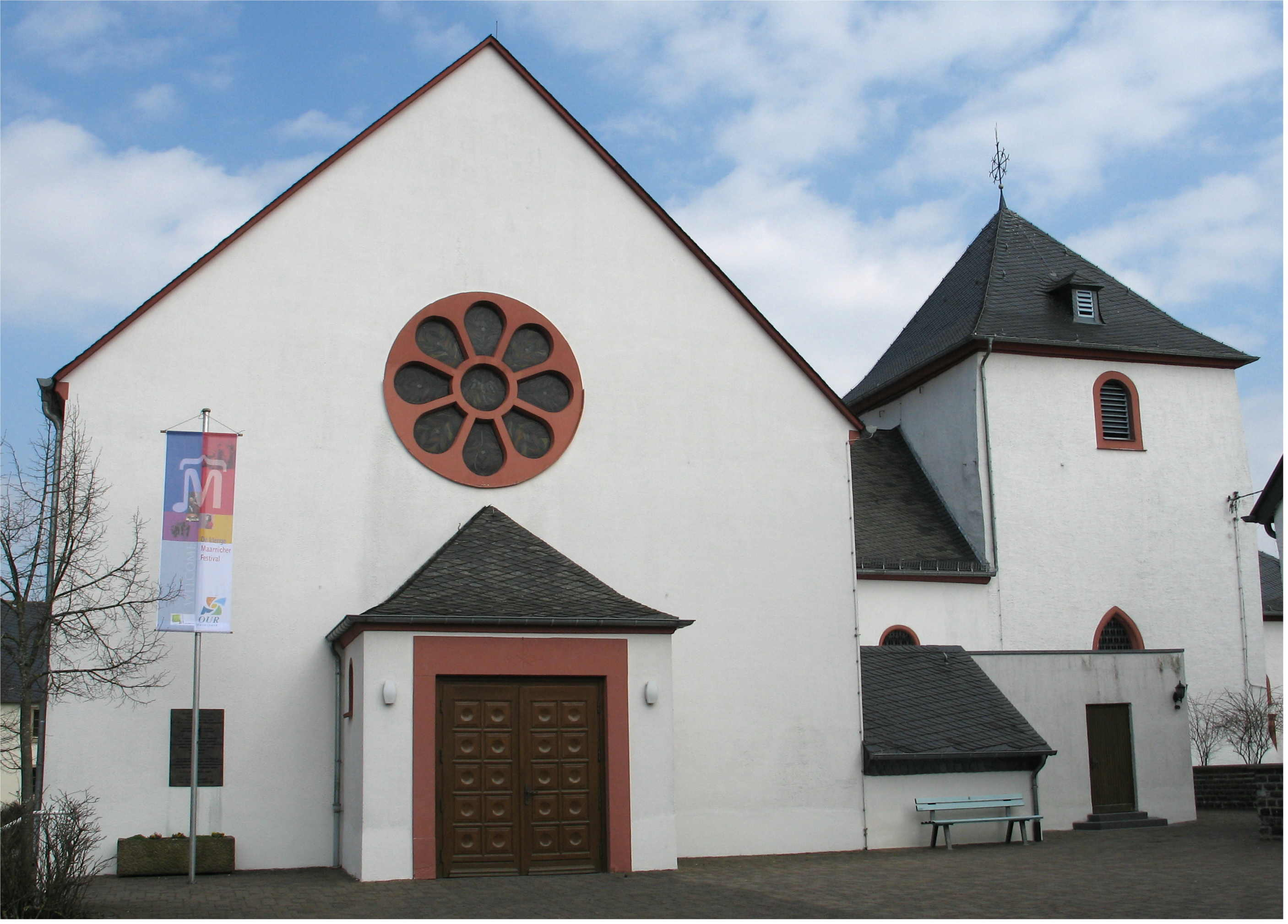
St. Servatius und St. Matthias

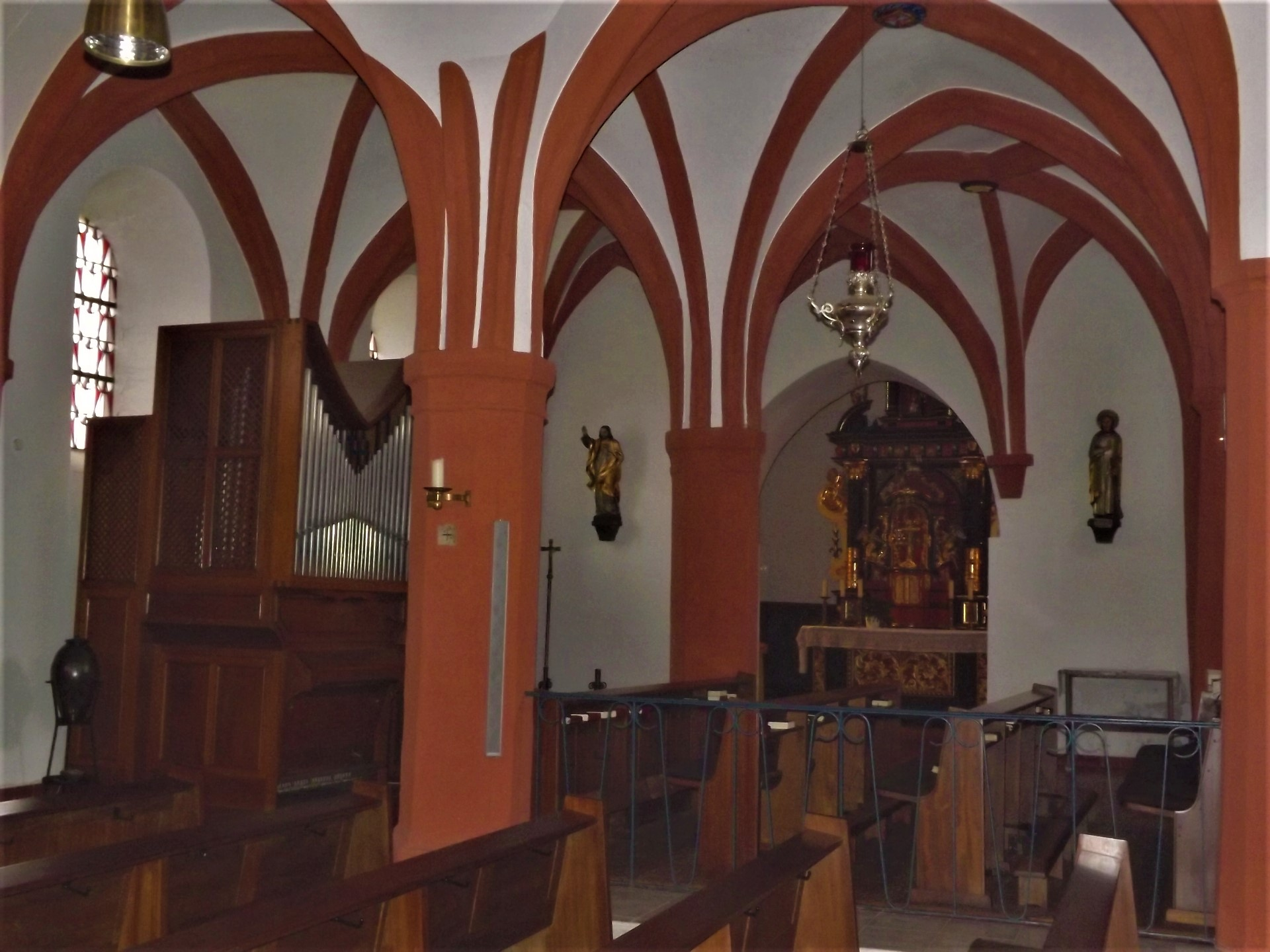
Inneres der mittelalterlichen Kirche mit Blick zum früheren Chorraum

St. Servatius und St. Matthias ist eine römisch-katholische Pfarrkirche in der Ortsgemeinde Dahnen im Eifelkreis Bitburg-Prüm in Rheinland-Pfalz.

## Geschichte
Ältester Teil der Kirche ist der 1829 um ein Geschoss verkürzte Chorturm aus der ersten Hälfte des 13. Jahrhunderts mit dem kreuzrippengewölbten früheren Chorraum im Untergeschoss. Ihm wurde im 16. Jahrhundert ein neues spätgotisches  dreischiffiges Langhaus mit zwei achteckigen Mittelstützen angefügt. 1732 erhielt das Langhaus ein neues Westportal und neue Fenster sowie eine Sakristei östlich des Chorturmes.
1954/55 wurde das westliche Joch abgetragen, als die alte Kirche einen neuen Querbau in nördlicher Ausrichtung erhielt. Das mittelalterliche Kirchenschiff dient nun als östliches Querschiff und der ehemaligen Chorraum im Turm als Seitenkapelle.